# Elitserien i speedway 2013
Elitserien i speedway 2013 innebar slutseger i grundserien för Piraterna, som sedan i finalerna blev svenska mästare efter vinst mot Elit Vetlanda.

## Slutställning
| Nr | Lag             | Matcher | Vinster | Oavgjorda | Förluster |
| -- | --------------- | ------- | ------- | --------- | --------- |
| 1  | Piraterna       | 14      | 9       | 2         | 3         |
| 2  | Dackarna        | 14      | 9       | 1         | 4         |
| 3  | Indianerna      | 14      | 6       | 3         | 5         |
| 4  | Västervik       | 14      | 8       | 0         | 6         |
| 5  | Ikaros Smederna | 14      | 7       | 0         | 7         |
| 6  | Elit Vetlanda   | 14      | 5       | 1         | 8         |
| 7  | Vargarna        | 14      | 5       | 0         | 9         |
| 8  | Hammarby        | 14      | 3       | 1         | 10        |

## Rankningslista
| Nr | Förare                 | Lag             | Matcher | Heat | Poäng | Snitt |
| -- | ---------------------- | --------------- | ------- | ---- | ----- | ----- |
| 1  | Nicki Pedersen         | Vargarna        | 8       | 41   | 95    | 2,317 |
| 2  | Jaroslaw Hampel        | Elit Vetlanda   | 20      | 106  | 243   | 2,292 |
| 3  | Chris Holder           | Piraterna       | 9       | 44   | 98    | 2,227 |
| 4  | Darcy Ward             | Dackarna        | 9       | 44   | 96    | 2,182 |
| 5  | Niels-Kristian Iversen | Indianerna      | 16      | 79   | 172   | 2,177 |
| 6  | Greg Hancock           | Piraterna       | 16      | 81   | 173   | 2,136 |
| 7  | Grigory Laguta         | Ikaros Smederna | 16      | 80   | 170   | 2,125 |
| 8  | Piotr Protasiewicz     | Indianerna      | 15      | 72   | 149   | 2,069 |
| 9  | Patryk Dudek           | Dackarna        | 16      | 78   | 146   | 1,872 |
| 10 | Adrian Miedzinski      | Vargarna        | 11      | 53   | 99    | 1,868 |

## Slutomgångar

### Semifinaler
- 3 september 2013: Ikaros Smederna-Piraterna 44-46
- 3 september 2013: Elit Vetlanda-Dackarna 49-41
- 4 september 2013: Dackarna-Elit Vetlanda 43-47 (Elit Vetlanda vidare)
- 4 september 2013: Piraterna-Ikaros Smederna 53-37 (Piraterna vidare)

### Finaler
- 17 september 2013: Elit Vetlanda-Piraterna 46-44
- 18 september 2013: Piraterna-Elit Vetlanda 51-39

Piraterna svenska mästare för andra gången.